# Antoine et Julie
Antoine et Julie est un roman psychologique de Georges Simenon, paru en 1953.
L'œuvre est écrite à Shadow Rock Farm, Lakeville (Connecticut), aux États-Unis, en décembre 1952.
Le récit se déroule à Paris (quartier des Ternes) vers 1920. Il s'agit de l'histoire d’un couple : elle, dès le début, a pour son mari un amour qui ne changera jamais ; lui, évolue de l’affection à un attachement plus profond, et c’est de son point de vue que les faits sont racontés. Les scènes principales du récit sont toutes construites sur un même schéma (chaque fois, il y a une progression lente et inéluctable du drame, ce qui introduit dans le roman une fatalité discrète mais réelle).

## Résumé

### Début du roman
Antoine et Julie se sont mariés aux alentours de la quarantaine.
Leurs premières années de mariage n'ont pas été sans nuages : la mère de Julie n'aimait guère son gendre dont elle méprisait la profession et qu'elle accusait d'avoir épousé Julie pour son argent. La belle-mère morte, les époux vivraient heureux, n'était le penchant d'Antoine pour la boisson.
De temps à autre, en effet, sa représentation finie, le prestidigitateur s'attarde, seul, dans de petits cafés, entraîné par un invincible besoin. Il rencontre parfois Dagobert, un raté qui lui emprunte de l'argent. Les retours, tardifs, d'Antoine sont très pénibles à Julie : ivre, il se pose des questions, se prétend malheureux et accable son épouse d'injustes reproches, qu'il regrette le lendemain.

### Évolution psychologique des personnages
Une nuit, en rentrant, Antoine trouve le médecin de famille au chevet de sa femme : sujette à des crises d'angine de poitrine, Julie devra désormais éviter toute émotion, et surtout elle doit toujours avoir avec elle certain médicament dont la privation pourrait lui être fatale en cas de crise. Néanmoins, le soir de Noël, Antoine abandonne son épouse au restaurant et va se saouler. Nouvelle alerte pour Julie.

### Fin du roman
Un soir, Julie s'aperçoit qu'elle n'a plus de médicament, et elle charge son mari d'aller lui en chercher. Antoine se laisse aller à boire, néglige de rapporter le précieux
remède, et, lorsqu'il rentre, Julie est morte.
Dès cet instant, Antoine saura qu'il est devenu un homme – méprisé de ses voisins et fidèle au souvenir de la disparue – « qui ne boirait jamais plus et qui ne poserait pas de questions ».

## Personnages
- Antoine Morin : Prestidigitateur, marié, 55 ans.
- Julie Travot : épouse d’Antoine.
- Hubert Doër, dit Dagobert : compagnon de rencontre d’Antoine.

## Éditions
- Édition originale : Presses de la Cité, 1953
- Tout Simenon, tome 6, Omnibus, 2002  (ISBN 978-2-258-06047-0)
- Le Livre de poche n° 32210, 2011  (ISBN 978-2-253-16124-0)
- Romans durs, tome 9, Omnibus, 2013  (ISBN 978-2-258-09396-6)
- Romans durs, tome 9, Omnibus, 2023  (ISBN 978-2-258-20266-5)

## Adaptation
- 1981 : Antoine et Julie, téléfilm français réalisé par Gabriel Axel, avec Michel Bouquet (Antoine), Juliette Carré (Julie), Renée Faure (Mme Travot), Odette Laure (Mme Arnaud), Michel Aumont (Dagobert) et Brigitte Lahaie (Brigitte Simonin).

## Source bibliographique
- Maurice Piron, Michel Lemoine, L'Univers de Simenon, guide des romans et nouvelles (1931-1972) de Georges Simenon, Presses de la Cité, 1983, p. 170-171  (ISBN 978-2-258-01152-6)
- En 1962, Yannick Bellon et Claude Roy travaillent à une adaptaion cinématographique du roman de Simenon, avec son accord. Faute de producteur, l'adaptation et le projet sont abandonnés[1].